# لوسيانو بيريرا مينديز
لوسيانو بيريرا مينديز (مواليد 15 أكتوبر 1983)، يعرف أيضًا باسم تشيمبا، هو مهاجم كرة قدم برازيلي يلعب لصالح غسترش فولاد في دوري المحترفين الإيراني. في 3 يوليو 2014، وافق لوسيانو على عقد لمدة عامين مع سباهان بقيمة 2 مليون دولار أمريكي.

## الإنجازات
فولاد
- دوري المحترفين الإيراني (1): 2013–14

سباهان
- دوري المحترفين الإيراني (1): 2014–15

## روابط خارجية
- لوسيانو بيريرا مينديز على موقع Soccerway.com (الإنجليزية)